# Atarazanas Reales (Santo Domingo)

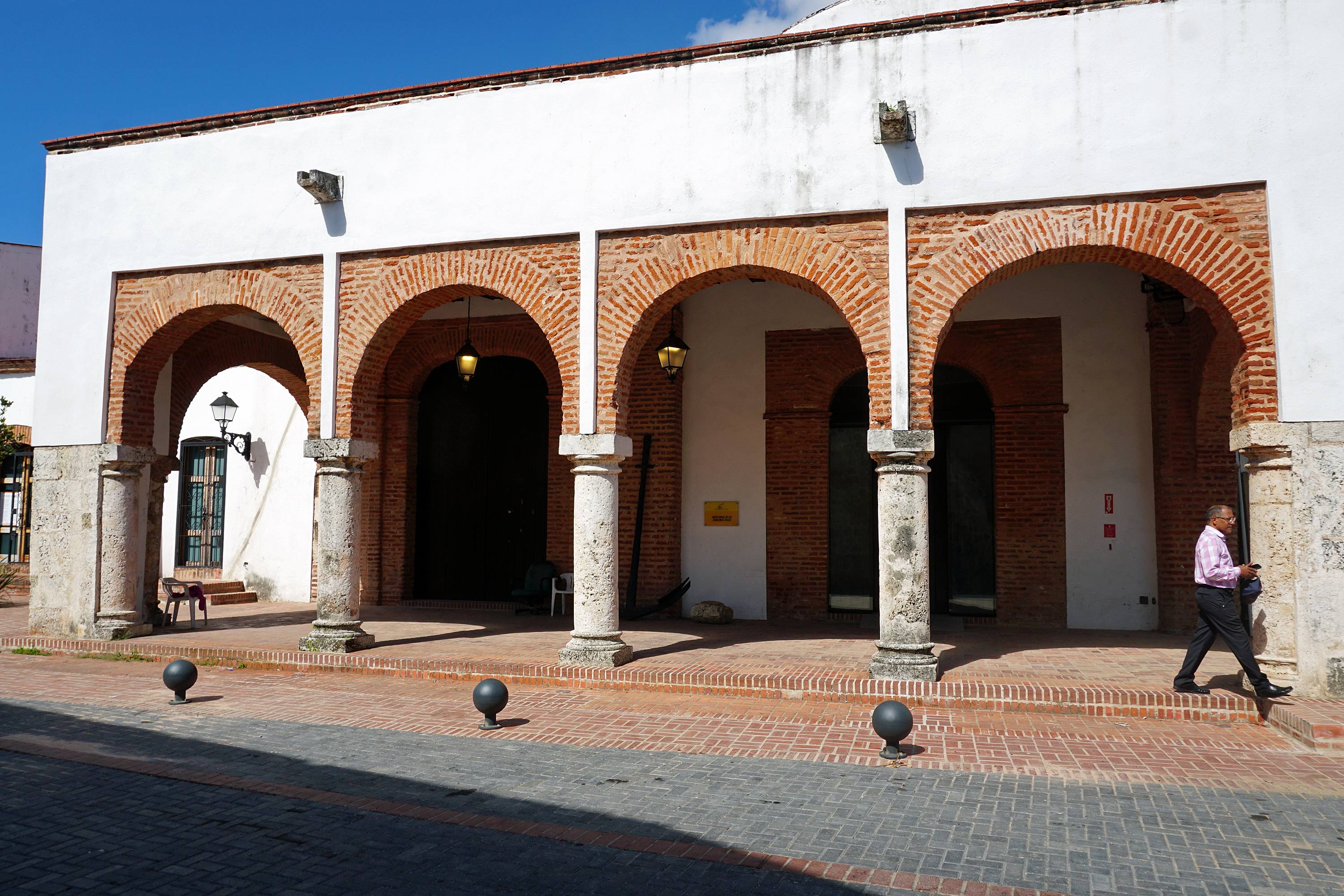
Museo de las Atarazanas Reales, Ciudad Colonial de Santo Domingo

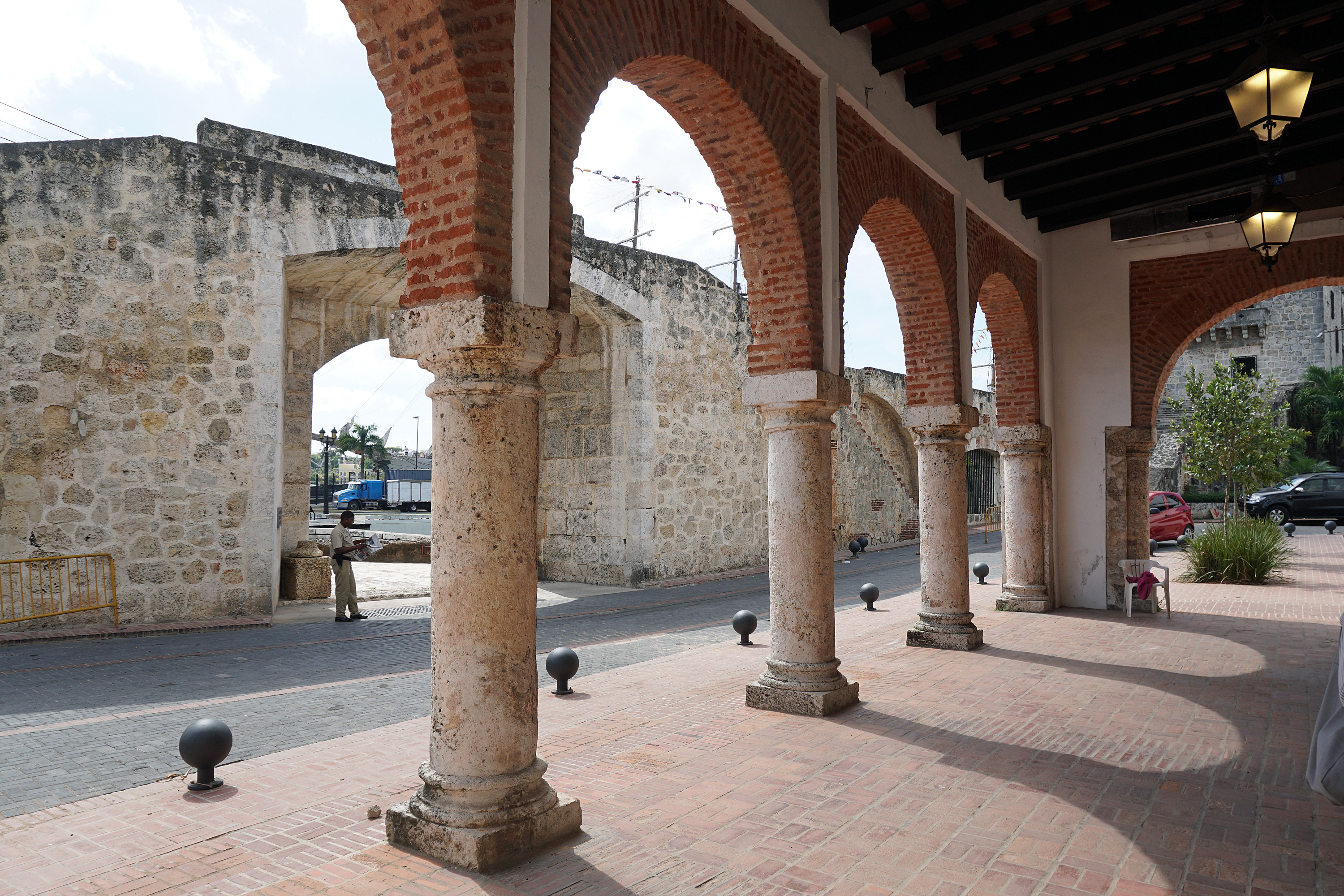
La Puerta de Atarazanas vista desde la arcada de las Atarazanas Reales

Las Atarazanas Reales es un antiguo edificio que albergaba los astilleros, almacenes, aduanas y oficinas de impuestos del antiguo puerto de Santo Domingo, República Dominicana . Era propiedad de la Corona española . Construido en 1509, Las Atarazanas Reales es el edificio más antiguo de su tipo que aún se conserva en América, y uno de los pocos que quedan en el mundo hispano, entre los que se encuentran las Atarazanas Reales de Barcelona las Atarazanas Reales de Sevilla, y las Atarazanas del Grao en Valencia .
Las Atarazanas Reales forman parte de la Ciudad Colonial de Santo Domingo. En 2018 el edificio fue acondicionado y hoy alberga el Museo de las Atarazanas Reales, el cual reabrió en diciembre de 2019.  El museo tiene piezas arqueológicas de naufragios coloniales de alrededor de la isla de la Hispaniola.

## Propósitos

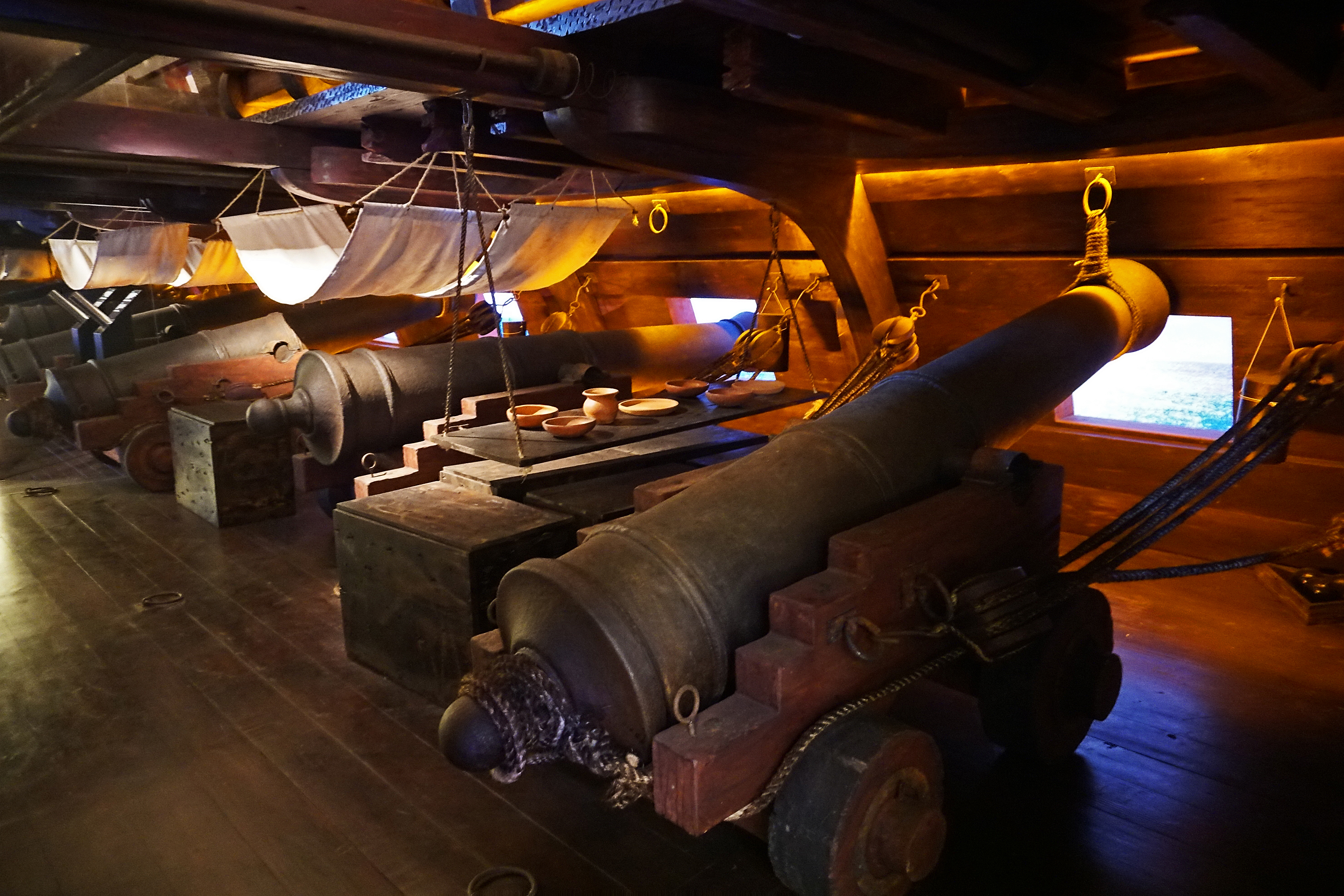
Réplica a tamaño completo de dos cubiertas de baterías del galeón español Guadalupe en el Museo Atarazanas Reales

Además de servir como almacenes, el complejo también albergaba la oficina en Santo Domingo de la Casa de la Contratación, con sede en Sevilla . Así, las Atarazanas también sirvieron como la primera casa de aduanas e impuestos del Nuevo Mundo . La administración fue contratada por la Corona a la poderosa familia de banqueros Welser de Augsburgo, que hizo uso de las Atarazanas en su fallido intento de colonizar Venezuela .
La construcción comenzó en 1509 y terminó en 1541. El edificio de ladrillo contiene tres naves paralelas con bóvedas de cañón de tamaño considerable, aunque la nave norte (a la que temporalmente se le dio un techo plano) finalmente fue abovedada como resultado de una restauración de 1972. La nave central es algo más ancha que las dos contiguas. En el siglo XVIII se añadió el pórtico de entrada con columnas, que sólo da a las dos primeras naves. Sus cinco columnas de piedra sostienen cuatro arcos de ladrillo de influencia morisca.

## Localización

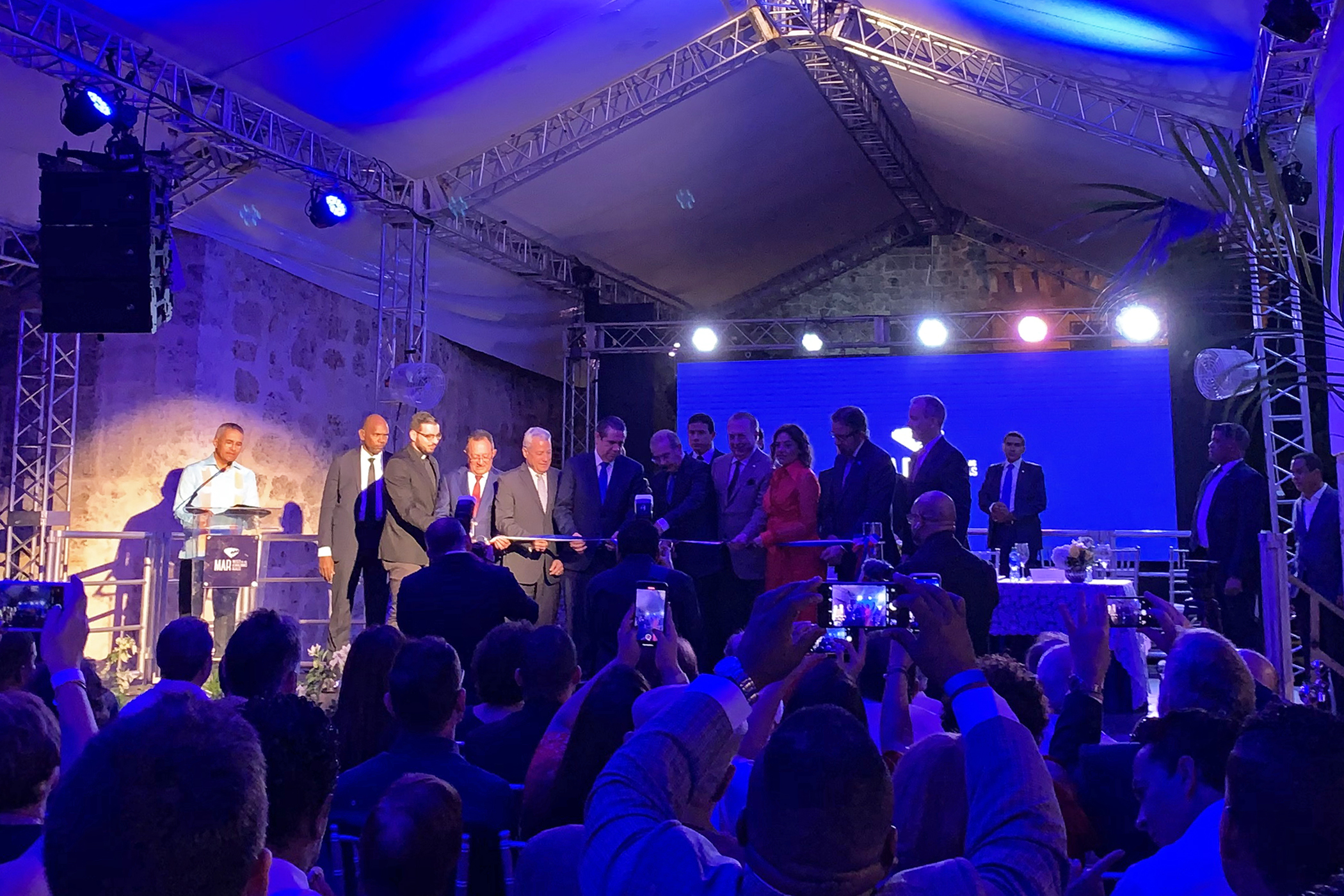
Presidente Danilo Medina cortando la cinta en la reapertura del Museo Atarazanas Reales, 12 de diciembre de 2019

Las Reales Atarazanas se encuentra al norte del Alcázar de Colón en la Ciudad Colonial de Santo Domingo. El edificio de este pequeño barrio contenía oficinas y almacenes donde se desarrollaba la actividad mercantil de la ciudad, y donde se abastecían de víveres las expediciones al continente americano antes de su partida. La calle principal es la Calle de las Atarazanas (Calle Atarazanas) que comienza en la puerta de las Atarazanas a orillas del río (Puerta de Atarazanas), que se cree que fue utilizada exclusivamente para Atarazanas.
Fue reconstruido en la década de 1970 y restaurado entre 2014 y 2018 a un costo de US$2,6 millones. Hoy alberga el Museo de las Atarazanas Reales (MAR), que reabrió sus puertas el 12 de diciembre de 2019 y exhibe artefactos recuperados de arqueología subacuática y otros artefactos de naufragios coloniales alrededor de la isla Hispaniola y la historia naval de la República Dominicana.